# Souroubea
Souroubea es un género con 36 especies de plantas con flores perteneciente a la familia Marcgraviaceae. 

## Especies seleccionadas
- Souroubea amazonica
- Souroubea aubletii
- Souroubea auriculata
- Souroubea bahiensis
- Souroubea belizensis
- Souroubea bicolor
- Souroubea brachystachya
- Souroubea carcerea
- Souroubea corallina